# Liste des impératrices du Brésil
La liste des impératrices du Brésil comprend les épouses des différents empereurs du Brésil :
| Portrait | Nom (dates)                                      | Époux                                    | Titres | Éléments biographiques | Armoiries |
| -------- | ------------------------------------------------ | ---------------------------------------- | --- | --- | --------- |
|          | Marie-Léopoldine d'Autriche (1797-1826)          | - Pierre Ier du Brésil (mariage en 1817) | - Princesse royale de Portugal et duchesse de Bragance (1817-1826) - Impératrice du Brésil (1822-1826) - Régente du Brésil (1822) - Reine de Portugal (1826) | - Princesse de la Maison de Habsbourg-Lorraine. Fille de François Ier d'Autriche et de Marie-Thérèse de Bourbon-Naples. - Mère de Marie II de Portugal, de Janvière du Brésil, de Françoise du Brésil et de Pierre II du Brésil. |           |
|          | Amélie de Leuchtenberg (1812-1873)               | - Pierre Ier du Brésil (mariage en 1829) | - Impératrice du Brésil (1829-1831) - Duchesse de Bragance (1831-1834)                                                                                       | - Princesse de la Maison de Beauharnais. Fille d'Eugène de Beauharnais et d'Augusta-Amélie de Bavière. - Mère de Marie-Amélie du Brésil.                                                                                         |           |
|          | Thérèse-Christine de Bourbon-Siciles (1822-1889) | - Pierre II du Brésil (mariage en 1843)  | - Impératrice du Brésil (1843-1889) | - Princesse de la Maison de Bourbon-Siciles. Fille de François Ier des Deux-Siciles et de Marie-Isabelle d'Espagne. - Mère d'Alphonse du Brésil, d'Isabelle du Brésil, de Léopoldine du Brésil et de Pierre-Alphonse du Brésil.  |           |